# Кичевски манастир
Кичевският манастир „Въведение Богородично“, известен като „Света Богородица Пречиста“, е един от най-значимите православни обители на територията на днешна Северна Македония.

## Местоположение
Разположен e в планината Цоцан, на около 920 м надморска височина, на 10 км южно от град Кичево. До него може да се стигне чрез главния път, свързващ Кичево и Битоля.
Всяка година на Малка Богородица в манастира се провеждат празненства.

## История
Манастирът Пречиста е основан не по-късно от втората половина на XVI век. През 70-те години на века е построена каменна църква, разположена на мястото на съвременната. През втората половина на XVIII век в манастира функционира и училище за подготовка на свещеници, сред чиито възпитаници е и известният книжовник Кирил Пейчинович. През 1843 година манастирът е опожарен от албанци от Дебърско, но църквата оцелява. Тя е съборена от игумена хаджи Теодосий Пречистански, който организира строителството на нова църква и нови манастирски сгради. Според него, много от старобългарските книги, съхранявани в манастира, са изгорени през 1848 година по нареждане на митрополит Мелетий Дебърски. Иконите в новата църква са рисувани между 1848 и 1880 година, като част от тях са дело на известния иконописец Дичо Зограф. Дичо Зограф завършва и работата по живописта в олтарното пространство на храма. Иконите за иконостаса ги изписва в дълъг период. Престолните икони са от 1853 г., когато е датирана „Исус Христос Вседържител“, до 1864 г., когато са датирани „Свети Никола и Свети Спиридон“ и „Свети Георги и Свети Димитър“. Половината от празничните икони са от 1848 и 1849 година. Те вероятно са били за друга църква, но поради голямата поръчка били използвани за този иконостас. Останалите празнични икони са от 1864 г., когато са изработени и иконите на апостолите и евангелистите с дейсисната композиция.
В 1880 – 1881 година католиконът е изписан от Аврам Дичов.
През 1873 година игумен на манастира става Козма, племенник на предишния игумен хаджи Теодосий и бъдещ дебърски митрополит. На следващата година той е заточен на Света гора, а дебърско-велешкият митрополит Антим разграбва манастира и унищожава документацията му. Кичевският манастир преминава към Българската екзархия едва през 1881 година.
От 1884 до 1911 година игумен на манастира е Софроний Пречистански. През 1888 година е построено новото модерно училище в манастира и финансовото му положение е укрепено, така че да може да издържа българските училища в Кичево. Броят на учениците в началното училище в манастира през учебната 1893/1894 година е 25.

## Личности
- Антоний Йоанович, български духовник и зограф, монах в Кичевския манастир